# Ekeby (gmina Ekerö)
Ekeby – miejscowość (tätort) w Szwecji, w regionie administracyjnym (län) Sztokholm, w gminie Ekerö.
Według danych Szwedzkiego Urzędu Statystycznego liczba ludności wyniosła: 202 (31 grudnia 2018) i 212 (31 grudnia 2019).